# Đa u tủy xương

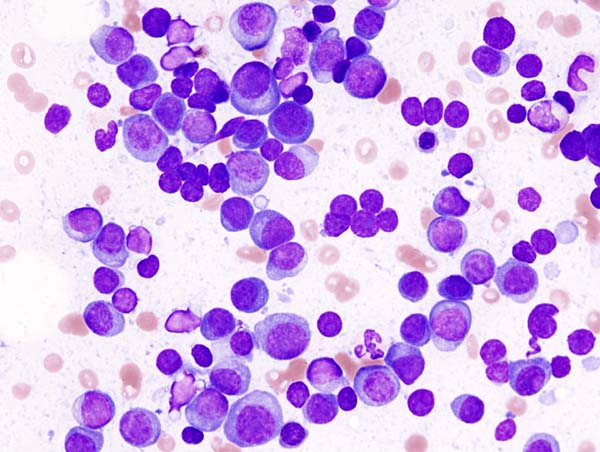
Mẫu sinh thiết tủy được nhuộm bằng phương pháp May-Grünwald-Giemsa giúp đánh giá tương bào bất thường trong bệnh lý đa u tủy

Đa u tủy xương (tiếng Anh: Multiple Myeloma (MM), mã ICD-10: C90.0), còn được gọi là bệnh Kahler, là một loại ung thư của tế bào plasma, một loại tế bào bạch cầu thường tạo ra các kháng thể. Thông thường, không có triệu chứng nào gây chú ý lúc ban đầu. Khi bệnh tiến triển, đau xương, chảy máu, nhiễm trùng thường xuyên và thiếu máu có thể xảy ra. Các biến chứng có thể bao gồm amyloidosis.
Nguyên nhân của bệnh đa u tủy là không rõ. Các yếu tố rủi ro bao gồm béo phì, phơi nhiễm phóng xạ, tiền sử gia đình và một số hóa chất. Đa u tủy có thể phát triển từ bệnh lý đơn dòng có ý nghĩa không xác định mà tiến triển thành âm ỉ nhiều u tủy. Các tế bào plasma bất thường tạo ra các kháng thể bất thường, có thể gây ra các vấn đề về thận và máu quá dày. Các tế bào plasma cũng có thể tạo thành một khối trong tủy xương hoặc mô mềm. Khi có một khối u, nó được gọi là plasmacytoma; nhiều hơn một được gọi là đa u tủy. Đa u tủy được chẩn đoán dựa trên xét nghiệm máu hoặc nước tiểu tìm kháng thể bất thường, sinh thiết tủy xương tìm tế bào plasma ung thư và hình ảnh y tế tìm thấy tổn thương xương. Một phát hiện phổ biến khác là nồng độ calci trong máu cao.
Đa u tủy được coi là có thể điều trị, nhưng nói chung là không thể chữa được. Sự thuyên giảm có thể được mang lại bằng steroid, hóa trị liệu, liệu pháp nhắm mục tiêu và ghép tế bào gốc. Bisphosphonates và xạ trị đôi khi được sử dụng để giảm đau do tổn thương xương.
Trên toàn cầu, đa u tủy đã ảnh hưởng đến 488.000 người và khiến 101.100 người tử vong trong năm 2015. Tại Hoa Kỳ, nó phát triển ở mức 6,5 trên 100.000 người mỗi năm và 0,7% số người bị ảnh hưởng tại một số thời điểm trong cuộc sống của họ. Nó thường xảy ra ở độ tuổi 61 và phổ biến ở nam giới hơn nữ giới. Bệnh không phổ biến trước tuổi 40. Nếu không điều trị, thời gian sống sót điển hình là bảy tháng. Với các phương pháp điều trị hiện tại, tỷ lệ sống sót thường là 4 trận5 năm. Tỷ lệ sống sót sau năm năm là khoảng 49%.

## Sinh lý bệnh học
Sau khi tiếp xúc với kháng nguyên tại hạch lympho hoặc nang lympho, một số lympho B sẽ tăng sinh và biệt hóa thành tương bào (plasma cell) hay tế bào B hành sự (effector B cell) với chức năng tiết các kháng thể (immunoglobulin) để trung hòa kháng nguyên đặc hiệu. Sau đó, hầu hết tương bào sẽ chết đi khi tác nhân gây bệnh đã được kiểm soát, chỉ một số ít tế bào có thể di trú vào tủy và sinh sống ở đó với vòng đời dài hơn rất nhiều so với ở ngoại vi, gọi là các tương bào có đời sống lâu (long-lived plasma cell, LLPCs), đóng góp vai trò khá quan trọng trong trí nhớ miễn dịch. Thụ thể bề mặt của tế bào B (chưa biệt hóa) là IgM và IgD, sau khi được biệt hóa và trưởng thành thì xảy ra hiện tượng chuyển lớp globulin miễn dịch (immunoglobulin class switching), nhất là qua những lần đáp ứng thứ phát, tức tế bào B chuyển sang tiết IgG, IgA hay IgE.  

### Diễn tiến bệnh
Sự diễn tiến của bệnh phần nhiều theo ba giai đoạn theo thứ tự thời gian là tăng gamma đơn dòng triệu chứng chưa xác định (Monoclonal gammopathy of undetermined significance, viết tắt là MGUS), đa u tủy xương tiềm tàng (Smouldering multiple myeloma, viết tắt là SMM) và đa u tủy xương (MM). Khi tế bào ác tính không còn khu trú trong tủy xương mà phát tán, lưu thông trong máu ngoại vi thì bệnh đa u tủy diễn tiến thành bệnh bạch cầu dòng tương bào (Plasma cell leukaemia).

#### Tăng gamma đơn dòng triệu chứng chưa xác định (MGUS) và sự kiện di truyền đầu tiên
Tăng gamma đơn dòng triệu chứng chưa xác định là tình trạng khá phổ biến ở người lớn tuổi, ước tính khoảng 3% đến 4% người lớn tuổi từ 50 tuổi trở lên trong cộng đồng có tình trạng này, con số này tăng lên khoảng 10% ở người từ 70 tuổi trở lên. Đây là bệnh lý tiền ung thư hay chính xác hơn là tiền tân sinh (preneoplastic), nhưng tỷ lệ người bệnh MGUS diễn tiến thành đa u tủy chỉ vỏn vẹn 1%/năm. MGUS thường không có triệu chứng và chỉ phát hiện tình cờ qua xét nghiệm thấy tình trạng tăng gammaglobulin đơn dòng (khi điện di tạo ra các vết dày đặc, gọi là protein M) nhưng không quá cao, dưới 30g/L. Bảng dưới là tiêu chuẩn chẩn đoán tăng gamma đơn dòng triệu chứng chưa xác định (MGUS) theo Hiệp hội nghiên cứu đa u tủy xương quốc tế (International Myeloma Working Group, IMWG) cùng với các yếu tố tiên lượng tiến triển MM như sau:
|   | Tiêu chuẩn chẩn đoán theo IMWG 2014                                                                                   | Các yếu tố dự báo diễn tiến               | Nguy cơ diễn tiến trong vòng 20 năm |
| - | --- | ----------------------------------------- | ----------------------------------- |
| 1 | Nồng độ protein đơn dòng huyết tương (không phải IgM) dưới 30g/L                                                      | Không phải phân thể IgG                   | Không có yếu tố nào: dưới 5%        |
| 2 | Dòng tương bào tủy xương dưới 10%                                                                                     | Nồng độ protein M trên 15g/dL             | Xuất hiện cả ba yếu tố: 60%         |
| 3 | Không có các dấu hiệu xác định đa u tủy xương hoặc lắng đọng bột (amyloidosis) gây nên tình trạng tăng sinh tương bào | Bất thường tỷ lệ chuỗi tự do kappa/lambda |                                     |
|   | Xác định khi thỏa mãn ba yếu tố trên                                                                                  |                                           |                                     |

Tăng gamma đơn dòng triệu chứng chưa xác định bao gồm ba thể chính:
- Thể không IgM (Non-IgM subtype): trong đó thể IgG chiếm đa số (sau đó mới đến IgA, hai dòng và IgE), có thể diễn tiến thành đa u tủy và đặc trưng bởi tế bào tương bào đơn dòng[18]. Cơ chế hình thành xuất phát từ sự tích lũy đột biến vùng biến đổi (variable region) của tương bào trong tủy xương. Thông thường, MGUS xuất hiện sau sự kiện di truyền đầu tiên (Primary genetic event) hay cú hích đầu tiên là đột biến chuyển đoạn mang locus chuỗi nặng immunoglobin (IGH, chiếm khoảng 40%) hoặc đột biến lệch bội gây mất cân bằng gene qua thể tam nhiễm (trisomy, chiếm khoảng 40%) hoặc phối hợp cả hai (chiếm khoảng 10%)[19].
- Thể IgM có thể diễn tiến thành tăng globulin đại phân tử Waldenström, amyloidosis hoặc u lympho[20].
- Thể chuỗi nhẹ (Light-chain) đặc trưng bởi tình trạng tăng globulin đơn dòng mà thiếu chuỗi nặng.

## Biểu hiện lâm sàng
Bởi vì nhiều cơ quan có thể bị ảnh hưởng bởi u tủy, các triệu chứng và dấu hiệu khác nhau rất nhiều. Một ghi nhớ đôi khi được sử dụng để ghi nhớ một số triệu chứng phổ biến của bệnh đa u tủy là CRAB: C = calci (tăng), R = suy thận, A = thiếu máu, B = tổn thương xương. Myeloma có nhiều triệu chứng có thể khác, bao gồm nhiễm trùng cơ hội (ví dụ viêm phổi) và giảm cân.

## Chẩn đoán

### Xác định
Có rất nhiều tiêu chuẩn để xác định bệnh đa u tủy xương với độ nhạy và độ đặc hiệu khác nhau. Trong bài viết này, chúng tôi xin trình bày tiêu chuẩn được Nhóm Làm Việc Quốc tế về U tủy xương (International Myeloma Working Group, IMWG) khuyến nghị vào năm 2014 do sự thuận lợi trên lâm sàng cùng với độ chính xác tương đối cao. Tiêu chuẩn này gồm những tiêu chí sau: (1) tăng tương bào đơn dòng trong tủy xương từ 10% mật độ tủy trở lên hoặc có bằng chứng u xương tương bào hoặc u tương bào ngoài tủy trên giải phẫu bệnh VÀ (2) bất kỳ một tiêu chí kèm theo sau: (a) tăng nồng độ calcium huyết tương (hyperCalcaemia) trên 2,75mmol/L hoặc tăng hơn ngưỡng giới hạn trên bình thường (ULN) trên 0,25mmol/L; (b) rối loạn chức năng thận (Renal dysfunction): nồng độ creatinine huyết tương trên 177μmol/L hoặc độ thanh thải creatinine (creatinine clearance, CrCl) dưới 40mL/phút; (c) Thiếu máu (Anaemia): nồng độ hemoglobin dưới 10g/dL hoặc giảm thấp hơn giới hạn dưới (LLN) bình thường 2g/dL; (d) có một hoặc nhiều ổ tiêu xương (Bone lesion) được phát hiện qua phim X-quang xương hoặc chụp cắt lớp vi tính (CT scan) hoặc chụp cắt lớp phát xạ positron phối hợp chụp cắt lớp vi tính (PET/CT); (e) tăng tương bào đơn dòng trong tủy xương từ 60% trở lên, (f) tỷ số chuỗi nhẹ tự do (Free light chain, FLC) giữa chuỗi nhẹ bệnh lý với chuỗi nhẹ không bệnh lý trong huyết thanh từ 100 trở lên và nồng độ chuỗi nhẹ bệnh lý từ 10mg/dL trở lên); (g) tổn thương khu trú trên hình ảnh cộng hưởng từ (MRI) với kích thước từ 5mm trở lên.  Cần phân biệt bệnh đa u tủy xương với lao xương, ung thư tại vị trí khác xâm lấn tủy xương, các bệnh lý huyết học ác tính khác tại tủy xương như loạn sinh tủy, bạch cầu cấp (hay lơxêmi), hội chứng tân sinh tăng sinh tủy, v.v.

### Phân giai đoạn và phân tầng nguy cơ
Có rất nhiều hệ thống phân giai đoạn được sử dụng trong đa u tủy xương, trong đó hệ thống phân giai đoạn quốc tế (International staging system, viết tắt ISS) và hệ thống phân giai đoạn quốc tế cải biên (Revised-ISS) được sử dụng phổ biến rộng rãi nhất hiện nay. 
| Giai đoạn | Giai đoạn I | Giai đoạn II                                     | Giai đoạn III                                                                               |
| --- | --- | ------------------------------------------------ | ------------------------------------------------------------------------------------------- |
| ISS | β2-microglobulin < 3.5mg/dL albumin > 3.5mg/dL                                                                       | Không thỏa mãn tiêu chuẩn của giai đoạn I và III | β2-microglobulin ≥ 5.5mg/dL                                                                 |
| R-ISS | ISS giai đoạn I và không có bất thường nhiễm sắc thể thuộc nhóm nguy cơ cao(a) và LDH nằm trong giới hạn bình thường | Không thỏa mãn tiêu chuẩn của giai đoạn I và III | ISS giai đoạn III kèm bất thường nhiễm sắc thể thuộc nhóm nguy cơ cao hoặc nồng độ LDH tăng |
| Ghi chú: (a) các bất thường nhiễm sắc thể thuộc nhóm nguy cơ cao bao gồm đột biến mất đoạn del(17p), chuyển đoạn t(4;14) và t(4;16). | |                                                  |                                                                                             |

Bên cạnh đó, trong thời gian gần đây, hệ thống định giai đoạn và nguy cơ bằng cách tính điểm các yếu tố nguy cơ R2-ISS được áp dụng cho người bệnh đa u tủy xương mới được chẩn đoán.
| Giai đoạn                                                                            | Điểm(a)                                                                              | Tiêu chí                              | Điểm tiêu chí |
| ------------------------------------------------------------------------------------ | ------------------------------------------------------------------------------------ | ------------------------------------- | ------------- |
| Giai đoạn I Nguy cơ thấp                                                             | 0 điểm                                                                               | R-ISS giai đoạn II                    | 1 điểm        |
| Giai đoạn II Nguy cơ trung bình thấp                                                 | 0.5 - 1 điểm                                                                         | R-ISS giai đoạn III                   | 1.5 điểm      |
| Giai đoạn III Nguy cơ trung bình cao                                                 | 1.5 - 2.5 điểm                                                                       | LDH tăng cao hơn giới hạn bình thường | 1 điểm        |
| Giai đoạn IV Nguy cơ cao                                                             | 3 điểm                                                                               | Đột biến chuyển đoạn t(4;14)          | 1 điểm        |
| Ghi chú: (a) Điểm được tính vào tổng điểm tiêu chí có được ở bệnh nhân mới chẩn đoán | Ghi chú: (a) Điểm được tính vào tổng điểm tiêu chí có được ở bệnh nhân mới chẩn đoán | Đột biến mất đoạn d(17p)              | 1 điểm        |
| Ghi chú: (a) Điểm được tính vào tổng điểm tiêu chí có được ở bệnh nhân mới chẩn đoán | Ghi chú: (a) Điểm được tính vào tổng điểm tiêu chí có được ở bệnh nhân mới chẩn đoán | Đột biến lặp đoạn 1q                  | 0.5 điểm      |

Bên cạnh đó, dựa vào kết quả phân tích nhiễm sắc thể bằng kỹ thuật nhiễm sắc thể đồ (Karyotype) và lai huỳnh quang tại chỗ (Fluorescence in situ hybridisation, viết tắt FISH), bệnh viện Mayo (Mayo Clinic) ở Hoa Kỳ đã đề xuất tiêu chuẩn phân nhóm nguy cơ vào năm 2020 để phục vụ công tác quản lý bệnh đa u tủy xương. Theo đó, người bệnh được phân nhóm nguy cơ chuẩn khi có đột biến chuyển đoạn t(11;14), t(6;14) hoặc lệch bội nhiễm sắc thể (thể ba); trong khi đó, sẽ được xếp nguy cơ cao khi xuất hiện đột biến chuyển đoạn t(4;14), t(14;16), t(14;20), đột biến mất đoạn del(17p), lặp đoạn 1q với double hit khi người bệnh có hai bất thường nguy cơ cao, triple hit khi người bệnh có ba bất thường nguy cơ cao.